# ホタ (音楽)

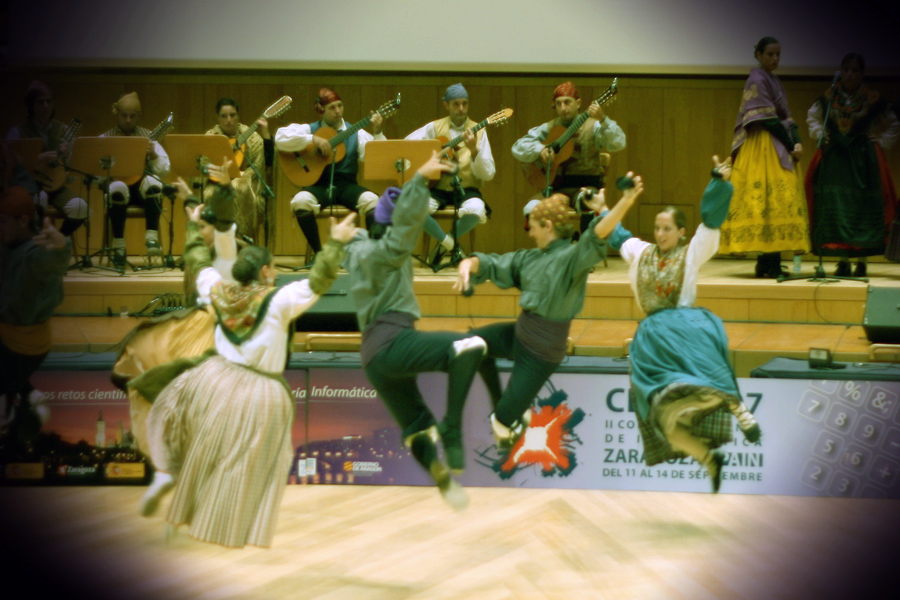
スペインのアラゴン州でホタを踊るダンサーたち。

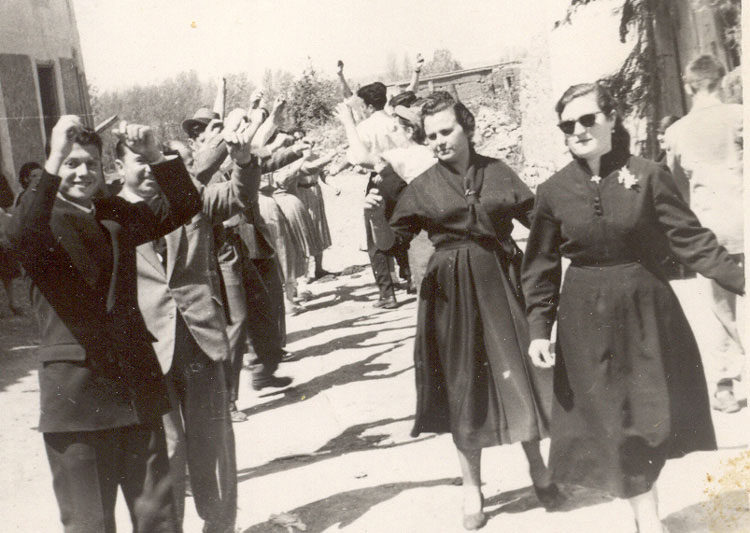
ホタで祝う（北西部のカスティーリャ州オスピタル・デ・オルビゴで）

ホタ（スペイン語: Jota）はスペインの各地で演奏されている音楽のひとつのジャンルで、アラゴン州から発生したといわれている。舞台で演奏される時には、ダンサーはカスタネットを持って踊り、飛び上がる動作に特徴がある。
ホタは普通4分の3拍子で、8分の6拍子の方が歌詞に遭っているという人たちもいる。拍子はワルツとそう違わないが、様々なバリエーションがある。歌詞は8シラブルの4行詩が多い。
スペイン民衆の伝承的な歌との踊りには、他にフラメンコがあり、2017年にはカルロス・サウラ監督による映画『J：ビヨンド・フラメンコ』（J: Beyond Flamenco）でホタがフラメンコを超えて広く世界に紹介された。
。

## 語源
起源は不明であるが、中世の言葉「シオタ」（xiota）はアラビア語でリズミカルにジャンプする意味の"xotah"やモサラベ語のジャンプする意味のシャウタ（šáwta）、またはラテン語のダンスを意味する「サルターレ」（saltāre）に由来するものと見られている。これがスペイン語での発音の変遷により、ホタ（jota）といわれるようになった。

## アラゴンのホタ

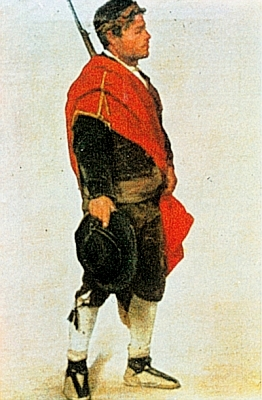
アラゴンのホタの有名歌手ペドロ・ナダル（Pedro Nadal、1881年の絵画）

スペイン東北部のアラゴンのホタは、その地方の伝承をよく表しているといえる。18世紀にはじまり、19世紀にはピークに達した。ダンスのステップと歌唱が複雑となる中で、ホタが生まれた。19世紀の終わりには、入念に振り付けをしたホタがサルスエラ、映画、コンテスト、お祭りなどのために行われた。
現在でも、伝承グループにより、ホタが行われている。歌と踊りを途中で留めて、ひとりがユーモアを交えながら人生の教訓の詩を大声で朗唱して、そのあと歌と踊りが続くカランダ（Foz-Calanda）、アルカニス、アンドラ（Andorra）、アラバラテ（Albalate）、州都のサラゴサで見ることができる。

## カスティーリャのホタ
スペイン中央部のカスティーリャのホタでは、ギターにバンドゥリア、リュート、ドゥルザイナ（Dulzaina）、ドラムを混ぜて伴奏され、またカスタネットが使われることもある。ダンスのステップはより早くで、急である。歌の内容はより現実的で、ユーモアを交えながら、人生、愛、結婚（新婚さんへのアドバイスも多い）、宗教について語る。

## フィリピンのホタ
フィリピンがスペインの植民地でたった時代に、ホタは盛んに行われていた。

## カリフォルニアのホタ
米国カリフォルニアでもスペイン系カリフォルニア人（Californio）により行われた。

## ホタの作曲者
有名な作曲者も、ホタの曲を作っている。
- フランツ・リストはピアノ曲『スペインの歌による演奏会用大幻想曲』（1845年）や『スペイン狂詩曲』（1858年）の後半でホタ・アラゴネーサの主題を使用している。
- ミハイル・グリンカはスペインを訪れて、管弦楽曲『ホタ・アラゴネーサによる華麗なる奇想曲』（スペイン序曲第1番、1845年）を作った。
- ルイス・モロー・ゴットシャルクはピアノ曲『ホタ・アラゴネーサ』（スペイン奇想曲、1851年）作品14を作った。
- カミーユ・サン＝サーンスはバイオリンとオーケストラのための『序奏とロンド・カプリチオーソ』（1863年）だけでなく、オーケストラ用のホタも作曲した。
- ジョルジュ・ビゼーは歌劇『カルメン』（1875年初演）第4幕でホタを使っている。
- イサーク・アルベニスはピアノのためのホタを作曲した。
- マヌエル・デ・ファリャはバレエ曲『三角帽子』にホタを入れている。
- フランシスコ・タレガはクラシカル・ギター用にグラン・ホタ（Gran Jota）を作曲した。

## 参照項目
- フラメンコ